# Yeongheung-myeon
Yeongheung-myeon (koreanska: 영흥면) är en socken i landskommunen Ongjin-gun i provinsen Incheon i Sydkorea, 55 km sydväst om huvudstaden Seoul. Den består av öarna Yeongheungdo och Seonjaedo samt mindre kringliggande öar. De två huvudöarna har broförbindelse med fastlandet via ön Daebudo i staden Ansan.